# Елшанська культура
Елшанська культура — субнеолітічна археологічна культура VII тисячоріччя до н. е.. Була поширена у Середньому Надволжі (Самарська, Ульяновська області, Бузулуцький район Оренбурзької області). Найдавніша керамічна культура Європи.

## Поселення
Найбільш вивчені стоянки згруповані по лівих притоках Волги. Іванjвська, Старо-Елшанська-I, Старо-Елшанська-II, Віловатовська, Максимовська стоянки розташовані у долині Самари та її приток, а також у сточищі річки Сок: стоянки Красний Городок, Нижня Орлянка II, Чекаліно IV, Леб'яжинка IV, Іллінка. Практично всі пам'ятки займають останці перших надзаплавних терас, що розташовані в межах низької заплави при злитті двох річок. Наприклад, стоянка Велика Раківка II розташована поблизу місця впливу річки Чорна, а Іллінська — річки Тростянки у річку Сок (впливає у Саратовське водосховище). Поселення існували недовго й носили сезонний характер. Слідів будівель на стоянках не виявлено, поховання поодинокі і нечисленні, групові поховання відсутні.

## Гончарство
Для виготовлення елшанського посуду використовували не глину з домішками штучних добавок, а мулисті або сапропелеві відкладення, що ліпили на форми, прокладені шкурами тварин. Зовнішні поверхні посуду загладжувалися й полірувалися кісткою або галькою, внутрішні поверхні шорсткі й несуть на собі сліди загладжування інструментом на зразок дерев'яного скребка. Зсередини на поверхнях посуду фіксуються статичні відбитки рослинності та вм'ятини від тиску пальців. Випал був низькотемпературним, але зі довгостроковою витримкою. Припускають, що при використанні подібної технології водонепроникність і міцність виробів досягалася не тільки за допомогою випалу, але й шляхом просочення їх якимись органічними розчинами, що характерно для догончарної доби. Посуд порівняно невеликих розмірів, тонкостінний, в стінках часто зустрічаються наскрізні конічні дірки, що були зроблені після випалу. Зрізи обідців плоскі, загострені й округлі. Переважають плоскі й загострені днища, але деякий посуд має й округлі дінця.
З 37 посудин стоянки Нижня Орлянка-2, 6 повністю позбавлені орнаменту, з 25 посудин стоянки Чекаліно-4 не орнаментовані 10. Значна частина посудин прикрашена лише ямково-перловим пояском: горизонтальним рядом ямок з опуклими негативами на внутрішній або зовнішній стороні посудини. Цей ряд приурочений до верхньої частини посудини; іноді таких рядів два або три. Нерідко ямково-перловий поясок є низкою наскрізних дірок при наявності «перлини» — негативу.
Порівняно багато прикрашені посудини несуть додатковий орнамент, виконаний з застосуванням трьох різновидів техніки нанесення: прокреслених ліній, розріджених наколів та ямкових вдавлень правильної округлої або неправильної форми з негативом-«перлиною» або без нього. Одним з поширених мотивів є ромбічна сітка, виконана прокресленими лініями. Досить часто зустрічається мотив «висячих» трикутників, завданих ямками, прокресленими лініями, або розрідженими наколами в поєднанні з прокресленими лініями. Відомі посудини, на яких орнамент виглядає у вигляді зигзага з прокреслених ліній, іноді в поєднанні з розрідженими наколами. У ряді випадків розріджені наколи представляють самостійний орнаментальний мотив.

## Кам'яні знаряддя праці та зброя
Сировиною для виготовлення знарядь служив місцевий кремінь, зустрічається у вигляді гальок й конкрецій у ряді місць Самарського Заволжя. У виробництві переважно використовувалися одноплощинні нуклеуси з завуженою основою й зоною сколювання не більше 2/3 окружності або з торцю, а також нуклевидні шматки з безсистемним зняттям сколів. Поряд з ними широко використовувалися уламки гальок, різні технічні відколи, морозобійні шматки та інше. Прийоми вторинної обробки представлені ретушшю, різцевим сколом, двосторонньої оббивкою. Одиничні екземпляри знарядь мають сліди часткової шліфування. Ножевидні пластини, як правило, подовжених пропорцій. Серед них є як добре ограновані екземпляри з паралельними краями, так і пластини з нерегулярними гранями і зігнутим профілем. Вельми значна питома вага пластин зі слідами дрібної псевдоретуші, що утворилася в результаті роботи без попередньої вторинної обробки виробів.
Струментовий набір представлено різними різновидами ріжучоскоблячого знаряддя, деревообробними струментами, перфораторами, наконечниками, виїмчастими й комбінованими знаряддями. Серед скребел переважають відсколові форми різних типів, хоча є й скребки на пластинах, переважно кінцеві. Деякі з них мають альтернативні робочі краї. Різці виготовлялися практично на всіх видах заготовок, починаючи від пластин й закінчуючи відсколом й техносколами різних типів. Помітну роль серед виробів з різцевими сколами грають ретушні й трансверсальні форми. Різці на пластинах виготовлені за методом нанесення відколу на край. Поряд зі знаряддями, що мають цілеспрямовано оформлені різцеві відколи, виявлені також псевдорізци з викришених від роботи кутами й крайками. Деревообробні знаряддя несуть двосторонню оббивку. На деяких знаряддях є легка заполірованность на обушковій частинах, що пов'язано з кріпленням інструменту у муфті. Форми знарядь підтрапецевидно-трикутні, дещо асиметричні. Тесловидні знаряддя мають слабо опуклий робочий край, долотовидні — добре прикметну спинку й черевце. На Нижній Орлянці-2 виявлено 8 рубальних знарядь у вигляді «скарбу», що відрізняються подовженими пропорціями й великими розмірами. Два «скарби» кремінної сировини були виявлені також на стоянці Красний Городок. Наконечники стріл можна вважати серійними виробами. Заготовками для них служили ножевидні пластини. По краях вироби зазвичай оброблені дрібною пологою ретушшю, за допомогою якої було виділено або злегка намічено черешок й оформлено вістря.

## Спосіб життя
Основне заняття носіїв елшанської культури — полювання і рибальство. На стоянках виявлені кістки дикого туру, сайги, благородного оленя, лося, козулі, дикого коня, ведмедя, куниці, видри, бобра, черепахи та риби. Такий строкатий склад фауни свідчить про експлуатацію населенням різних екологічних ніш. Купи стулок молюсків, яких немає на місцевих мезолітичних стоянках краю, доповнюють картину раціону харчування й свідчать про виникнення на певному етапі специфічного збирання, пов'язаного з водоймами. Експлуатація різних екологічних ніш могла відбуватися тільки в сезонному ритмі, оскільки всі вони функціонують строго циклічно. З одного боку, ця обставина передбачає наявність у населення сезонного планування господарської діяльності, з іншого — значною мірою пояснює існування особливої поселенської моделі, що не передбачає довготривалого проживання на одному місці. Велика кількість знарядь деревообробки також свідчить про активне виготовлення деяких дерев'яних конструкцій, що, за відсутності довгострокових жител, могли бути знаряддя полювання та рибної ловлі, а також транспортними засобами. Поява керамічного посуду говорить про принципово інші, в порівнянні з попередньою добою, способи переробки та зберігання їжі.

## Походження та генетичні зв'язки
Питання про походження культури є дискусійним. Деякі автори (І. Б. Васильєв, О. О. Виборнов), ґрунтуючись на деякій схожості гостродонних керамічних посудин, хто вважає, що виникнення пам'яток елшанськoro типу — це результат міграції на Середню Волгу іншокультурного населення з аридизованих областей у Центральній Азії (ймовірно пост-зарзійцев). Інші автори вважають, що культура склалася в результаті адаптації центральноазійської кераміки місцевим автохтонним населенням. Зокрема проникнення у Поволжя населення з Центральної Азії виключається на підставі співставлення кремінних знарядь праці. Деякі автори відзначають схожість елшанської кераміки з південноросійською та українською, вважаючи, що там керамічне виробництво з'явилося в результаті його поширення з Надволжя. На думку В. В. Ставицького, прадавня кераміка в Україні спочатку з'являється на території Надозів'я, де її представлено керамічними традиціями сурської культури (близькими до елшанських) та тільки згодом кераміка поширюється на Надволжя.
У першій половині VI тисяріччя до н. е. елшанська культура відчуває певний вплив з боку населення нижньоволзької культурно-історичної області, про що свідчить поява на елшанських стоянках кераміки прикрашеної наколами, нанесеними в техніці відступаючої лопатки. Під впливом даного населення, а також в результаті еволюційного розвитку, на основі елшанської культури формується середньоволзька культура.
О. Є. Мамонов, спираючись на дати 14C раковин молюсків з культурних шарів стоянок Чекаліно-4, Іллінка, Лебяжинка-4: від 8600±120 років тому до 7940 років тому, тобто другої половина VII тисячоріччя до н. е., вважає що кераміка елшанського типу сформувалася в лісостеповому Надволжі самостійно, так як хронологічно відсутній можливий субстрат або культурний центр, звідки керамічна традиція могла б бути запозичена (Мамонов, 2006). Прихильники балканського походження пам'яток типу Елшанка виступають проти таких ранніх дат й заявляють про відсутність зв'язку черепашок з неолітичними шарами цих стоянок (Viskalin, 2006). На відміну від ранньоновокам'яних посудин культур Північного Надкаспію й Північного Надчорномор'я, що виготовлялися з мулів, елшанські горщики формувалися з мулистої глини, іноді з домішкою шамоту (Васильєва, 2006). Дати, отримані по елшанській кераміці з Великої Раківки-2 — 7790±200 років тому (SPb-426) й з Чекаліно-4 — 7660±200 років тому (SPb-424) добре узгоджуються з датами мушлі з Чекаліно-4, по кістках й кераміці Іванівської стоянки, що дозволяють розглядати елшанські старожитності в рамках VI — початку V тисячоріччя до н. е..

## Антропологічний вигляд
Важливими видаються висновки О. О. Хохлова щодо належності кістяків до представників давньоуральської раси. Елшанське населення відносилося до північноєвропейської антропологічної формації, сучасними представниками якої є росіяни.

## Генетичні дослідження
У особи з поховання на стоянці Леб'яжинка IV, який, ймовірно, відносився до елшанської культури, була виявлена Y-хромосомна гаплогрупа R1b1 * (xR1b1a1, R1b1a2).